# New South Wales Open 1970
Il New South Wales Open 1970 è stato un torneo di tennis giocato sull'erba. È stata la 78ª edizione del torneo, che faceva parte del Pepsi-Cola Grand Prix 1970 e dei Tornei di tennis femminili indipendenti nel 1970. Il torneo si è giocato dal 16 al 22 gennaio 1970 a Sydney in Australia.

## Campioni

### Singolare maschile
Rod Laver ha battuto in finale  Ken Rosewall con il punteggio di 3–6, 6–2, 3–6, 6–2, 6–3.

### Singolare femminile
Billie Jean King ha battuto in finale  Margaret Court con il punteggio di 6–2, 4–6, 6–3.

### Doppio maschile
Ken Rosewall /  Fred Stolle hanno battuto in finale  Bill Bowrey /  Roger Taylor con il punteggio di 6–3, 7–5.

### Doppio femminile
Karen Krantzcke /  Kerry Melville Reid hanno battuto in finale  Judy Tegart Dalton /  Lesley Turner Bowrey con il punteggio di 6–4, 3–6, 6–2.